# Gerard Joling
 (décembre 2015).
Gerard Jan Joling est un chanteur néerlandais( né le 29 avril 1960 )à Alkmaar. Connu pour sa voix haute de ténor, il a connu la gloire à la fin des années 1980 et a sorti une série de simples dont "Ticket to the Tropics", "Love is in your Eyes", et son plus grand succès, "No more boleros", une chanson qui a atteint le top 10 dans plusieurs pays d'Europe continentale.

## Discographie

### Albums
ALBUMS:(certifications apply to record sales in The Netherlands) 
- 1985 "Love is in your eyes" (WEA/Warner music Holland) Awarded with Gold & Platinum.
- 1986 "Sea of love" (WEA/Warner music Holland)
- 1987 "Heart To Heart" (Mercury records Holland)
- 1988 "The best of Gerard Joling" (Arcade records Holland)
- 1989 "No more bolero's" (Mercury Holland)Awarded with Gold & 2 x Platinum.
- 1990 "Corazon" (Mercury Holland) Awarded with Gold
- 1991 "The very best of Gerard Joling" (Arcade diamond star collection)
- 1991 "Memory Lane" (Mercury Holland) Awarded with Gold
- 1992 "Eye To Eye" (Mercury Holland)
- 1994 "Eternal Love" (Bunny Music)
- 1995 "The Collection 1985-1995" (Mercury Holland)
- 1995 "Heel even anders" (Bunny Music)
- 1996 "A Magic Christmas" (Bunny Music)
- 1997 "Nightlife" (Bunny Music)
- 2001 "Only the strong survive"
- 2004 "Nostalgia"
- 2007 "Maak me gek" (NRGY music) Awarded with Gold
- 2008 "Bloedheet" (NRGY music) Awarded with Gold
- 2010 "Goud - 25 jaar Gerard Joling" (NRGY music) Awarded with Gold
- 2011 "Gewoon Gerard" (NRGY music) Awarded with Gold

### Simples
- 1985 "Love is in your eyes" (WEA/Warner music Holland)
- 1986 "Ticket to the tropics" (WEA/Warner music Holland)Awarded with Gold & Platinum (#1 Hit NL)
- 1986 "Everybody needs a little rain (Duet Randy Crawford" (WEA/Warner music Holland)
- 1986 "Reach" (WEA/Warner music Holland)
- 1986 "Spanish heart" (WEA/Warner music Holland)
- 1987 "Midnight to midnight" (Philips Holland)
- 1987 "Chain of love" (Mercury records)
- 1987 "In this world" (Mercury records)
- 1987 "Chain of love" (Mercury records)
- 1988 "Read my lips" (Mercury records)
- 1988 "Shangri-La" (Mercury records)(Eurovision song contest Dutch entry)
- 1989 "No more bolero's" (Mercury records)
- 1989 "Stay in my life" (Mercury records)
- 1990 "Corazon" (Mercury records)
- 1990 "Seasons (Duet Julian Hartman)" (Mercury records)
- 1990 "The drum are everywhere" (Mercury records)
- 1991 "Tu solo tu" (Mercury records)
- 1991 "Doo-Wop days" (Mercury records)
- 1991 "Come back my love" (Mercury records)
- 1991 "A christmas prayer (feat: The Jordinaires" (Mercury records)
- 1991 "Fandango in the name of love" (Mercury records)
- 1992 "Can't take my eyes off you (Duet Tatjana)" (Mercury records)
- 1992 "The last goodbeye" (Mercury records)
- 1993 "Chain of love" (Mercury records)
- 1993 "Under the rose" (Mercury records)
- 1994 "Liefde op het eerste gezicht" (Mercury records)
- 1994 "Together again" (Bunny music)
- 1994 "Everlasting love" (Bunny music)
- 1994 "When i need you" (Bunny music)
- 1995 "Zing met me mee" (Bunny music)
- 1995 "Doe 't licht uit" (Bunny music)
- 1995 "Heel even" (Duet Shirley Zwerus) (Bunny music)
- 1995 "Wat ging er mis tussen ons" (Bunny music)
- 1996 "Please come home for christmas" (Bunny music)
- 1997 "Without your love" (Bunny music)
- 1997 "Broadway nights" (Bunny music)
- 1997 "Without your love" (Bunny music)
- 1997 "Cry baby" (Bunny music)
- 1999 "Als ik met je vrij" (Bunny music)
- 2000 "Numero uno"
- 2001 "Disco inferno" (Feat: The Tramps)
- 2001 "Never gonna be the same"
- 2001 "Numero uno"
- 2002 "At your service (feat Jan Rietman)"
- 2002 "Op zoek naar de waarheid"
- 2003 "The lion sleeps tonight"
- 2004 "Don't leave me this way"
- 2004 "Live at the arena medley" (Duet Gordon and Rene Froger) (EMI Music)
- 2004 "Love can change your life" (Duet Karin Bloemen)
- 2005 "Over de top" (Duet Gordon and Rene Froger) (EMI Music)
- 2005 "Toppers party (Duet Gordon and Rene Froger) (EMI Music)
- 2005 "Somewhere over the rainbow"
- 2006 "Als je alles hebt gehad" (Duet Gordon)
- 2004 "Live at the arena medley" (Duet Gordon and Rene Froger) (EMI Music)
- 2006 "Wir sind die Holländer" (Duet Gordon and Rene Froger as Toppers) (EMI Music)
- 2007 "Maak me gek" (NRGY Music) #1 HIT NL.
- 2007 "Blijf bij mij" (Duet André Hazes) (EMI Music)
- 2007 "Can you feel it" (Duet Gordon and Rene Froger as Toppers) (EMI Music)
- 2007 "Maar vanavond" (NRGY Music)
- 2008 "Het is nog niet voorbij" (NRGY Music)
- 2008 "Ik hou d'r zo van" (NRGY Music)
- 2008 "Ik kan niet wachten & het Geheim" (Duet Diego Piet) (NRGY Music)
- 2008 "Laat me alleen" (duet Rita Hovink)(NRGY Music)
- 2008 "24 uur verliefd" (NRGY Music)
- 2010 "Engel van mijn hart" (NRGY Music)
- 2010 "Ik leef mijn droom (NRGY Music)
- 2010 "Alweer een goal" (NRGY Music)
- 2010 "Morgen wordt alles anders" ( duet Bonnie St.Claire (NRGY Music)
- 2011 "Hou je morgen nog steeds van mij"
- 2011 "Er hangt liefde in de lucht"
- 2012 "Dan voel je me beter"
- 2012 "Echte vrienden" (duet Jan Smit)
- 2013 "De nacht voorbij"
- 2013 "Mijn Liefde" (duet met Jandino Asporaat)

## Source de la traduction
- (en) Cet article est partiellement ou en totalité issu de l’article de Wikipédia en anglais intitulé « Gerard Joling » (voir la liste des auteurs).